# 馬爾代夫國家足球隊
馬爾代夫國家足球隊是馬爾代夫的官方男子足球代表隊，由馬爾代夫足球協會管理。

## 歷史
馬爾代夫只是一個擁有30萬人，面積只有300平方公里的小島國，而且足球發展薄弱，故最初參加國際賽時不時被其他亞洲大國蹂躪，在1998年世界盃亞洲區外圍賽，首次參加世界盃外圍賽的馬爾代夫曾經打破當時外圍賽的兩項紀錄，當時他們與伊朗、吉爾吉斯及敘利亞同組，在敘利亞舉行的首循環外圍賽，馬爾代夫在第一場比賽慘敗給伊朗0-17，打破當時國際賽一場賽事中最大比分差距的紀錄(直至2000年亞洲杯外圍賽中，不丹以0-20慘敗給科威特，馬爾代夫這個羞恥紀錄才被超越)。及後他們再以0-12大敗給敘利亞，0-3敗給吉爾吉斯。在伊朗舉行的次循環外圍賽，再以0-9敗給伊朗、0-12敗給敘利亞及0-6敗給吉爾吉斯，總結馬爾代夫在分組賽合共失去59球之多，而沒有一個入球，亦是單屆世界盃外圍賽最多失球紀錄的球隊。
但至二十一世紀，馬爾代夫足球隊表現有明顯進步，相比其他亞洲弱旅，他們的國際賽成績不俗，2002年世界盃亞洲區外圍賽，馬爾代夫在主場僅以0-1敗給後來取得出線決賽周資格的中國，又以6-0大勝柬埔寨不至末席出局。2006年世界盃亞洲區外圍賽，馬爾代夫首先在預賽第一圈階段主客合計大破蒙古13-0後，他們在預賽第二圈階段遇上南韓，最終他們在主場比賽意外地與這支上屆世界盃殿軍打成0-0平手，之後更曾在主場以3-0大勝越南。至2010年世界盃亞洲區外圍賽，馬爾代夫也僅以主客總比數2-3輸給也門而失去晉級分組賽階段的資格，2014年世界杯外圍賽馬爾代夫再遇伊朗，主客兩回合合計輸0-5出局，但馬爾代夫主場只僅負伊朗一球，可見馬爾代夫足球隊已經不是一隊可以輕易取勝的「魚腩隊」。

### 2018年世界盃外圍賽
2018年世界杯外圍賽，馬爾代夫與卡塔爾、中國、香港及不丹同組，結果馬爾代夫除了能主客兩場皆擊敗不丹，其餘六戰全敗。

### 2019年亞洲盃外圍賽
在2019年亞洲盃外圍賽，馬爾地夫與阿曼，巴勒斯坦以及不丹同組，其中作客阿曼及巴勒斯坦分別以0-5及1-8大敗，作客不丹以2-0擊敗對手，在最後一戰主場對不丹以7-0大勝不丹，得小組第三名未能晉級，結束本屆亞洲盃外圍賽旅程。

### 2022年世界盃外圍賽
2022年世界杯外圍賽，馬爾代夫與敘利亞、中國、菲律賓及關島同組，結果馬爾代夫以八戰兩勝一和五負得小組第四名出局。

### 2023年亞洲盃外圍賽
2023年亞洲盃外圍賽，馬爾代夫在第三輪比賽先後不敵烏茲別克和泰國，最後僅以一球小勝斯里蘭卡，得小組第三名出局。

### 2026年世界盃外圍賽
2026年世界杯亞洲區外圍賽，馬爾代夫在第一輪外圍賽總比數以2-3不敵孟加拉，未能晉級第二輪的分組賽。

### 南亞運動會
馬爾代夫在歷屆南亞運動會足球比賽中，曾經在1984年及1991年獲得一面銅牌及銀牌。

## 歷屆世界盃足球賽成績
- 1930年 至 1986年 - 沒有參賽
- 1990年 - 退出
- 1994年 - 沒有參賽
- 1998年 至 2026年 - 外圍賽出局

## 歷屆亞洲盃足球賽成績
- 1956年 至 1992年 - 沒有參賽
- 1996年 至 2004年 - 外圍賽出局
- 2007年 - 沒有參賽
- 2011年 至 2023年 - 外圍賽出局

## 歷屆南亞足球聯會盃成績
- 1993年 - 沒有參賽
- 1995年 - 退出
- 1997年 - 亞軍
- 1999年 - 季軍
- 2003年 - 亞軍
- 2005年 - 四強
- 2008年 - 冠軍